# Bandera de la Raza
La bandera de la Raza o bandera de la hispanidad es una bandera creada por Ángel Camblor, capitán del Ejército Nacional de Uruguay, que ganó un concurso continental organizado por la poetisa uruguaya Juana de Ibarbourou en 1932 con el objeto de dotar de bandera a la Raza.
El lema que acompaña a la bandera desde su creación es «Justicia, paz, unión, fraternidad», valores que Camblor señaló como representativos de los hispanos.
Fue oficialmente adoptada por todos los estados de América como bandera representativa en el marco de la VII Conferencia Panamericana reunida en diciembre de 1933.
El paño es blanco, color de la paz y de la luz, y era el color predominante del paño de las banderas del imperio español y de los primeros movimientos soberanos de América, como las banderas de Guayaquil, Hidalgo, Morelos, Belgrano, o San Martín. Las tres cruces cóncavas son cruces mexicanas o mayas que recuerdan por su similitud las que traían en sus velas las dos carabelas y la nao con que Cristóbal Colón descubrió el Nuevo Mundo (La Niña, La Pinta y La Santa María). El sol incaico simboliza el despertar del continente americano.
La bandera de la Raza fue izada por primera vez el jueves 12 de octubre de 1932, día de la Raza, en la Plaza de la Independencia de Montevideo. Tuvo escasa trascendencia, a pesar de su intentos de difusión en los primeros años treinta.